# 道法法親王
道法法親王（どうほうほっしんのう、仁安元年（1166年）- 建保2年11月21日（1214年12月23日））は、後白河天皇の第九皇子。母は仁操（輔仁親王の子）の娘・三条局。初名は尊性。通称は後高野御室。

## 経歴
承安4年（1174年）に仁和寺の異母兄守覚法親王の室に入るが、安元2年（1176年）10月に平時忠に連れられて秘かに内裏に召されて高倉天皇の猶子となる。この3か月前に天皇の母院である建春門院が崩御したために天皇の同母弟が誕生する可能性がなくなったことを受けて、天皇に万が一のことがあった際の皇位継承者を確保したい後白河法皇の意向があったと考えられているが、天皇の事実上の外戚であった平家一門の不信感を買う一因となった。もっとも、それ以上の政治的意図があったとは考えにくいことは、高倉天皇に言仁親王（後の安徳天皇）が生まれると、治承3年（1179年）に正式に出家したことから明かである。寿永3年（1184年）に高野山に参籠し、同年仁和寺観音院において守覚法親王から伝法灌頂を受ける。また、同年に一身阿闍梨となる。文治元年（1185年）に親王宣下を受けて六勝寺検校に任ぜられ、建久6年（1195年）には二品親王となる。建久9年（1198年）には仁和寺寺務に就任して第7世門跡となる。建仁元年（1201年）には牛車宣旨を受け、建仁3年（1203年）には仁和寺内に綱所の設置を認められて惣法務となる。また、建仁3年（1203年）には最勝光院、承元2年（1208年）には最勝四天王院の検校に任じられた。建久以来、宮中で真言の秘法を行うこと40回余り、その間の元久2年（1205年）には宣陽門院・七条院の両女院の出家に際して戒師を務めた。また、公深・道寛・道雲・能寛・行遍・道忠・道助・禅覚など多くの弟子を育てた。建保2年11月に50歳で死去。